# Orthopädische Klinik Volmarstein

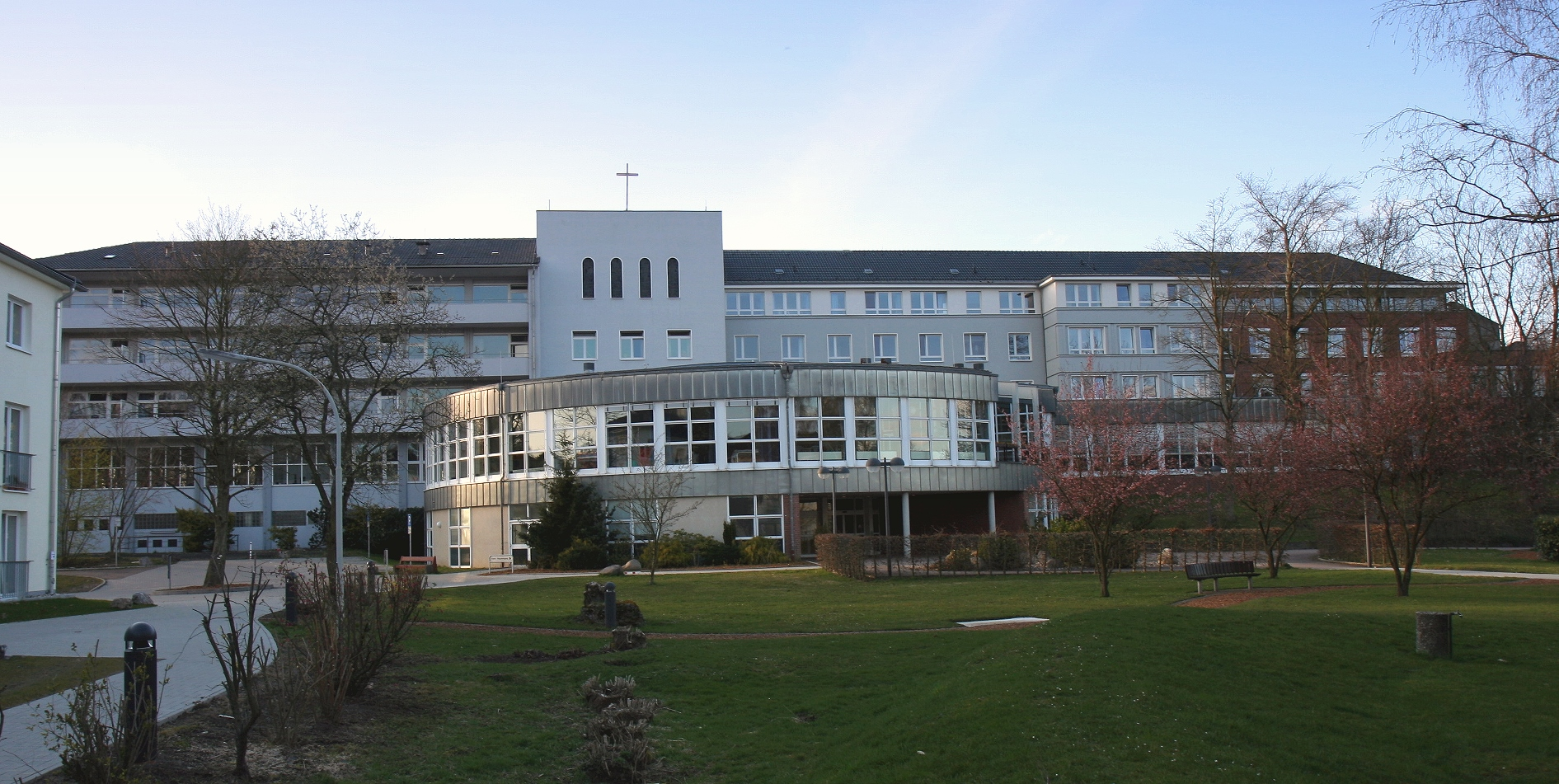
Klinikgebäude (2007)

Die Orthopädische Klinik Volmarstein ist eine orthopädische Fachklinik der Evangelischen Stiftung Volmarstein (ESV) im Ortsteil Volmarstein der Stadt Wetter (Ruhr). Als Fachklinik mit 135 Betten ist sie ein regionales Versorgungszentrum für Orthopädie und Endoprothetik.

## Geschichte
Die Ursprünge der Klinik liegen in der 1904 gegründeten Evangelischen Stiftung Volmarstein. Nachdem die Stiftung schon von Beginn an im Bereich der allgemeinen und orthopädischen Medizin für die Region tätig war, und sich in den 1920er Jahren zu einem Zentrum entwickelt hatte, wurde ein neuer Klinikbau beschlossen. Am 26. Juni 1931 wurde das Haus als eigenständige Klinik unter dem Namen „Klinik am Hensberg“ mit 150 Betten eingeweiht.
Während des Zweiten Weltkrieges wurde das Haus in ein Reservelazarett umgewandelt. Seit dieser Zeit ist die Klinik auch offiziell als Unfallkrankenhaus anerkannt. Nach Ende des Krieges richtete sich die Krankenversorgung zunächst weiterhin schwerpunktmäßig auf Kriegsverletzte. Ein weiterer Schwerpunkt war die Behandlung von Knochen- und Gelenktuberkulose. Seit 1946 werden in der Klinik Gelenkprothesen implantiert. Am 20. April 1952 wurde ein zweites Klinikgebäude eröffnet. Seit den 1960er-Jahren war die Klinik in Zusammenarbeit mit anderen Einrichtungen der Stiftung maßgeblich an der Entwicklung Orthopädischer Unterstützung und pädagogisch-beruflicher Integration dysmeliekranker (contergangeschädigter) Kinder und Jugendlicher beteiligt.
1991 wurde die Klinik Universitätsklinik der Universität Witten/Herdecke.

## Fachliche Ausrichtung
Heutige Behandlungsschwerpunkte der Klinik sind:
- Schulterchirurgie und Arthroskopie
- Primäre Knie- und Hüftgelenkendoprothetik
- Fuß- und Sprunggelenkchirurgie
- Kinderorthopädie und Neuroorthopädie
- Tumororthopädie und Revisionsendoprothetik
- Wirbelsäulenchirurgie
- Anästhesie, Intensivmedizin und Schmerztherapie

Der Teilbereich der Rheumaorthopädie bildet seit 2007 mit der Klinik für Rheumatologie des Evangelischen Krankenhauses Hagen-Haspe und seit 2008 zusätzlich mit  niedergelassenen Fachärzten das Rheumazentrum Südwestfalen.